# Green Naugahyde
Green Naugahyde è il settimo album registrato in studio dal gruppo musicale alt rock/funk rock Primus. Il disco è stato pubblicato il 12 settembre 2011 in Europa ed il giorno successivo negli Stati Uniti.
L'album prende il titolo dal testo della canzone Lee Van Cleef che descrive un gruppo di amici che guardano dei film che hanno come protagonisti Lee Van Cleef e Clint Eastwood guidando una Studebaker gialla con gli interni in pelle artificiale (Naugahyde) verde.
Si tratta del primo album dal loro lavoro del 1999 Antipop e del primo con il batterista originale Jay Lane.

## Tracce
1. Prelude to a Crawl
2. Hennepin Crawler
3. Last Salmon Man
4. Eternal Consumption Engine
5. Tragedy's a'Comin
6. Eyes of the Squirrel
7. Jilly's on Smack
8. Lee Van Cleef
9. Moron TV
10. Green Ranger
11. HOINFODAMAN
12. Extinction Burst
13. Salmon Men

## Formazione
- Les Claypool - voce, basso
- Larry LaLonde - chitarra
- Jay Lane - batteria